# Дайдодзі Юдзан
Дайдодзі Юдзан (яп. 大道寺 友山, латиніз.: Daidōji Yūzan, нар. 1639, Фушімі, провінція Ямашіро — 11 грудня 1730, Едо) — японський військовий експерт періоду раннього Едо.

## Біографія
Перше ім'я Дайдодзі Юдзана насправді було Шіґехіро (重祐). Він називав себе Маґокуро (孫九郎), потім Чісокуан (知足庵), а згодом Юдзан. Він втратив батька у віці трьох років. Як наслідок, він рано відчув на собі тяготи світу і намагався багато вчитися. Він покинув Муракамі (村上) в провінції Етіґо і поїхав до Едо. Вивчив військову тактику стилю Косю (甲州流) у Ходзьо Удзінаґи (北条 氏長; 1609-1670). Потім він приєднався до школи вченого Ямаґи Союкі (山鹿 素行; 1622-1685) і, як кажуть, опанував секрети «Койо Кіхен» (甲陽機変).
Водночас Дайдодзі присвятив себе конфуціанству, опанував шлях Шусай Дзіхея (修斉 治平), подружився з Тоямою Нобукаге (遠山 信景), Хара Норі (大原 徳) та іншими, познайомився з історичними історіями та брав активну участь у походах між різними феодалами. Він став гостем родини Асано (浅野家) та Мацудайра в Айдзу. З цієї причини він деякий час жив в Івабуті (岩淵) в провінції Мусасі, але в останні роки життя прийняв запрошення від лорда Мацудайра в провінції Ехідзен і переїхав туди.
Кажуть, що Дайдодзі був людиною, яка поважала дух чистоти, непохитності та вірності, що давала змогу мати популярність у масах. Він найбільш відомий за три томи «Будошьошіншю» (武道初心集), в яких він пояснює принципи самураїв-початківців. Він також написав багато творів, таких як «Нічні розмови в Івабуті» (岩淵夜話), «Про читання на слух» (落穂集), "Про правителя" (王臣論), «Про грім» (雷鳴論) та «Полководець, традиція» (大将伝), які були опубліковані посмертно. 